# Herczawa
Herczawa (cz.: Hrčava, niem. Hertschawa) – wieś gminna w Czechach w powiecie Frydek-Mistek w kraju morawsko-śląskim, nieopodal trójstyku granic Polski, Czech i Słowacji na wysokości 594 m n.p.m. Jest to druga położona najbardziej na wschód miejscowość Czech (zaraz po sąsiednim Bukowcu).
We wsi znajduje się urząd gminy, samodzielna poczta, szkoła podstawowa, przedszkole oraz kościół katolicki pw. Świętych Cyryla i Metodego. Komunikacja autobusowa z Mostami koło Jabłonkowa. W pobliżu do 21 grudnia 2007 roku funkcjonowało na szlaku turystycznym przejście graniczne do Polski (Hrčava Trojmezí – Jaworzynka Trójstyk) oraz przejście małego ruchu granicznego Hrčava - Jaworzynka, a w okresie Czechosłowacji jeszcze Hrčava I - Jaworzynka.

## Historia
Pierwsza wzmianka o Herczawie wiąże się z ekspansją turecką w Europie w XVII w. Wtedy to, w ramach akcji umacniania południowych granic Księstwa Cieszyńskiego, w 1645 r. został wybudowany tzw. Mały Szaniec na wzgórzu Wały (606 m n.p.m., na południe od Jaworzynki Trzycatka, obecnie na terenie Słowacji). Ponieważ teren ten zawsze leżał w strefie nadgranicznej, książęta cieszyńscy długo nie zezwalali na osiedlanie się tu ludności. Dopiero w 1779 r. z polecenia Komory Cieszyńskiej „na Hyrczawym” wymierzono „...pole 360 sążni długie, 30 sążni szerokie, wraz z przyrobiskiem mającym 80 sążni długości, a 114 sążni szerokości, dla Jerzego Małyjurka z Jaworzynki”. W ciągu kilku następnych lat pozwolono osiedlić się tu kolejnym poddanym zaznaczając, „...że ci otrzymujący działy mają bronić granicy przeciw Węgrom i w lasach pańskich nie czynić żadnej szkody, pod groźbą odebrania im gruntów i wypędzenia ich stamtąd...”.
Herczawa należała administracyjnie do Jaworzynki. Oddzielona masywem Girowej od Mostów i Bukowca, w sposób naturalny zawsze ciążyła ku tej wsi. W 1910 mieszkało tu 171 z 1642 mieszkańców Jaworzynki zamieszkałych w 25 z 288 budynków. W 1921 r. Rada Ambasadorów przyznała całą Jaworzynkę, wraz z Herczawą, Polsce. Miejscowa ludność pod wodzą Jana Gazura i Jana Sikory wystosowała wówczas do komisji granicznej petycję, domagającą się włączenia całej Jaworzynki do Czechosłowacji. Nie wiązało się to z kwestiami narodowościowymi, ale pragmatyzmem - mieszkańcy uznali, że pozostając w Polsce będą mieli zbyt daleko do urzędów w Skoczowie, ośrodków komunikacyjnych i gospodarczych, zaś najbliższym takim był Jabłonków, z kolei najbliższa stacja kolejowa znajdowała się w Czernym na Słowacji. Petycję podpisali wszyscy dorośli mieszkańcy Herczawy. Przyłączenia do Czechosłowacji domagali się także niektórzy mieszkańcy Jaworzynki, ponad czterysta osób z innych części tej wioski również podpisało petycję. W czerwcu 1921 r. tymczasowo, a ostatecznie 20 czerwca 1924 r. oficjalnie Herczawę odłączono od Jaworzynki i jako osadę o powierzchni 1,14 km² z 31 domami mieszkalnymi i 230 mieszkańcami włączono do Czechosłowacji. Herczawa nie była wówczas samodzielną gminą - osadą zarządzał komisarz rządowy, podlegający bezpośrednio starostwu powiatowemu, którym był Jan Sikora. Dopiero w 1927 r. – po przyłączeniu dużego obszaru lasów z katastru sąsiedniego Bukowca – utworzono samodzielną gminę o powierzchni 2,88 km² z 271 obywatelami.
W 1928 roku zlecono wykonanie pierwszego planu katastralnego wsi (ogłoszony został w czerwcu 1932 r.). W 1928 r. dokonano także nowej numeracji domów we wsi (powstały numery 1 - 45), gdyż do tego czasu wieś posiadała numerację domów Jaworzynki. Od tego roku również mieszkańcy zaczęli płacić czeskie podatki i opłaty gminne. W 1928 r. do Frydku na pobór do czeskiego wojska udali się także pierwsi poborowi (w 1919 r. władze polskie ogłosiły wprawdzie w Herczawie pobór do wojska, ale potencjalni poborowi uciekli ze spornego terytorium do Czernego na Słowacji).
Po podziale Czechosłowacji na dwa niezależne państwa (od 1 stycznia 1993) Herczawa stała się najdalej na wschód wysuniętą miejscowością Republiki Czeskiej. Jedyny dojazd do niej od strony czeskiej prowadził drogą z Mostów koło Jabłonkowa. Po utworzeniu urzędów celnych na czesko-słowackim przejściu granicznym w Mostach zjazd do Herczawy znalazł się już za czeskim urzędem celnym. W ten sposób Herczawa stała się na pewien czas jedyną gminą w Czechach, do której wjeżdżając obywatele czescy musieli formalnie przejść przez punkt odprawy celnej. Stan taki trwał do czasu wejścia Czech i Słowacji 21 grudnia 2007 r. do Układu z Schengen.

## Ludność
W latach 1910–2008:
| Rok             | 1910 | 1921 | 1930 | 1950 | 1961 | 1970 | 1980 | 1991 | 2001 | 2008 |
| --------------- | ---- | ---- | ---- | ---- | ---- | ---- | ---- | ---- | ---- | ---- |
| Liczba ludności | 171  | 186  | 254  | 268  | 310  | 319  | 315  | 273  | 278  | 252  |

Według czeskiego spisu z 2001 w 71 z 97 domów w Herczawie mieszkało 278 osób, z czego 247 (88,8%) było narodowości czeskiej, 23 (8,3%) słowackiej i 6 (2,2%) polskiej. Osoby wierzące stanowiły 96,8% populacji (275 os.), z czego katolicy 97,8%, 269 osób.

## Obiekty godne uwagi
- Kościół katolicki pw. śś. Cyryla i Metodego, drewniany, wzniesiony w 1936 r.

- Cmentarz poniżej kościoła. Napisy na nagrobkach są w języku czeskim, natomiast prawie wszystkie nazwiska (Bestwina, Bojko, Dragon, Haratyk, Jałowiczorz, Juroszek, Małyjurek, Sikora, Wawrzacz, Zogata) wskazują na ich polski źródłosłów oraz na bardzo bliskie związki tej maleńkiej wioski z Jaworzynką i Istebną. Spoczywają na nim m.in. wspomniany rzeźbiarz A. Zogata oraz sławny gajdosz Paweł Zogata z Bukowca.
- Budynek szkoły
- W lesie kilkaset metrów przed wsią znajduje się kaplica – „Grota z Lourdes” (czes. Lurdská jeskyně), zwana również „U Panenky”. Ma formę murowanej, kamiennej "groty" szerokości 6,6 m, wysokości 4,35 m i głębokości 3,2 m. Wewnątrz znajduje się ołtarz z figurą NMP z Lourdes. "Grota" zbudowana została w 1937 r. z nadwyżek kamienia, pozostałych po budowie miejscowego kościoła. Woda cieknąca w „grocie”, doprowadzona ze źródła, znajdującego się na stoku powyżej ołtarza, ma mieć właściwości lecznicze[6].
- Restauracja „U Sikory” dolnej części wsi. Mieści się w starym, dziewiętnastowiecznym jeszcze budynku drewnianym, przebudowanym na gospodę w 1927 r., z oryginalną sienią, wykładaną kamiennymi płytami. Od początku była ośrodkiem życia społecznego Herczawy, co przypomina szereg starych fotografii we wnętrzu. W podwórzu restauracji znajduje się zapewne najstarszy z zabytków wsi – dziewiętnastowieczny budynek kuźni[6].

- Miejsce styku granic Polski, Czech i Słowacji

## Galeria

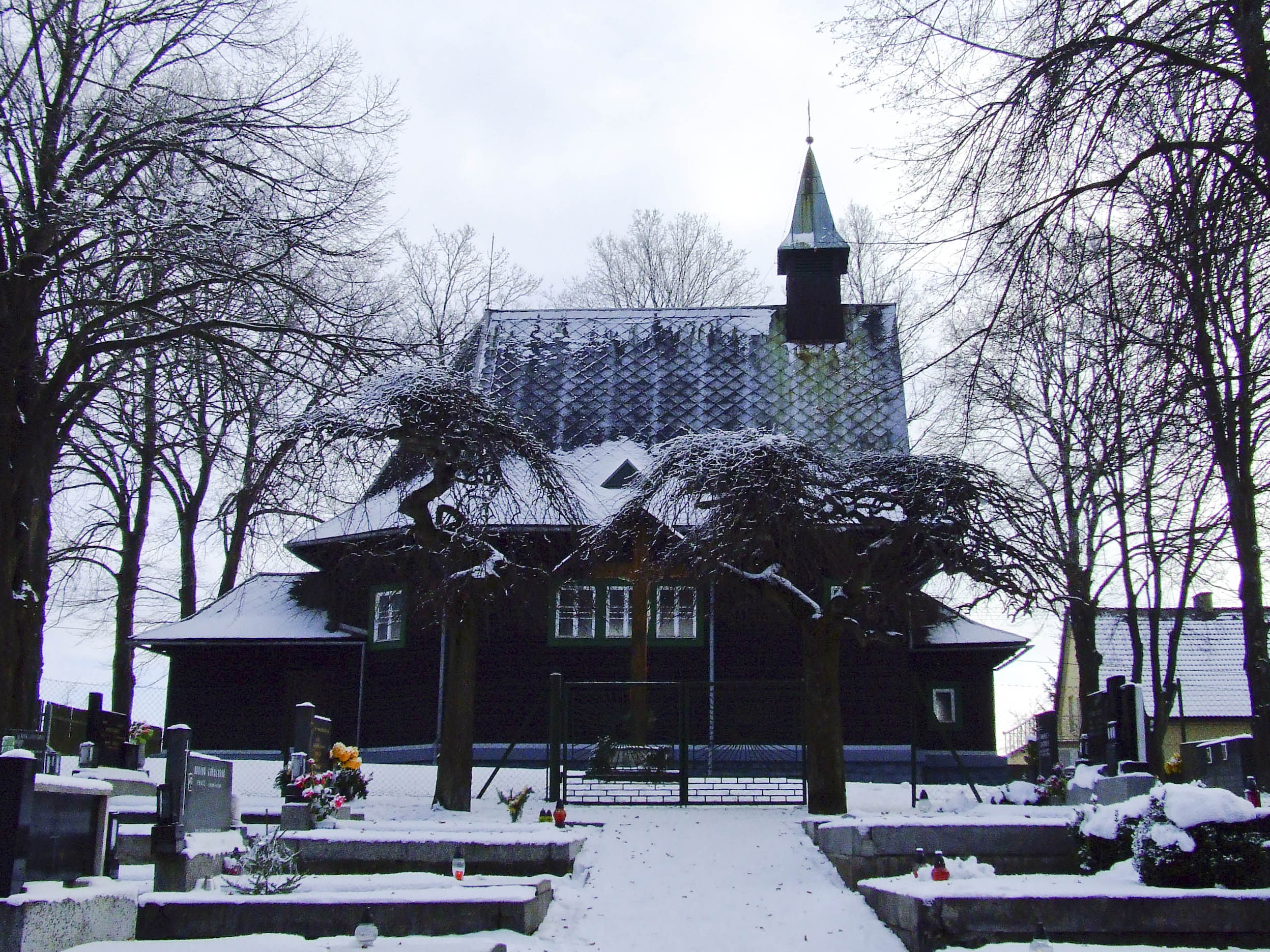
Kościół śś. Cyryla i Metodego
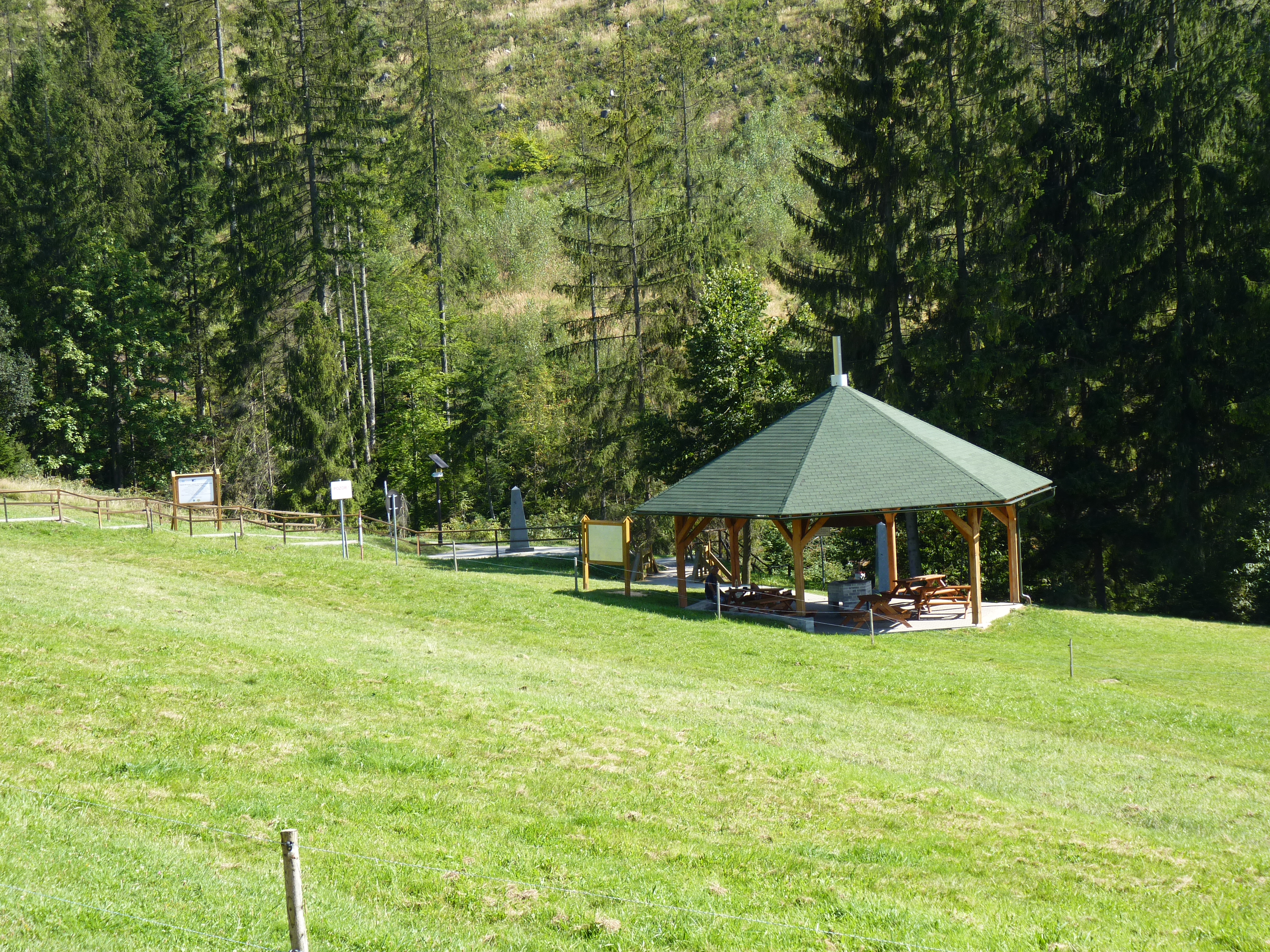
Trójstyk
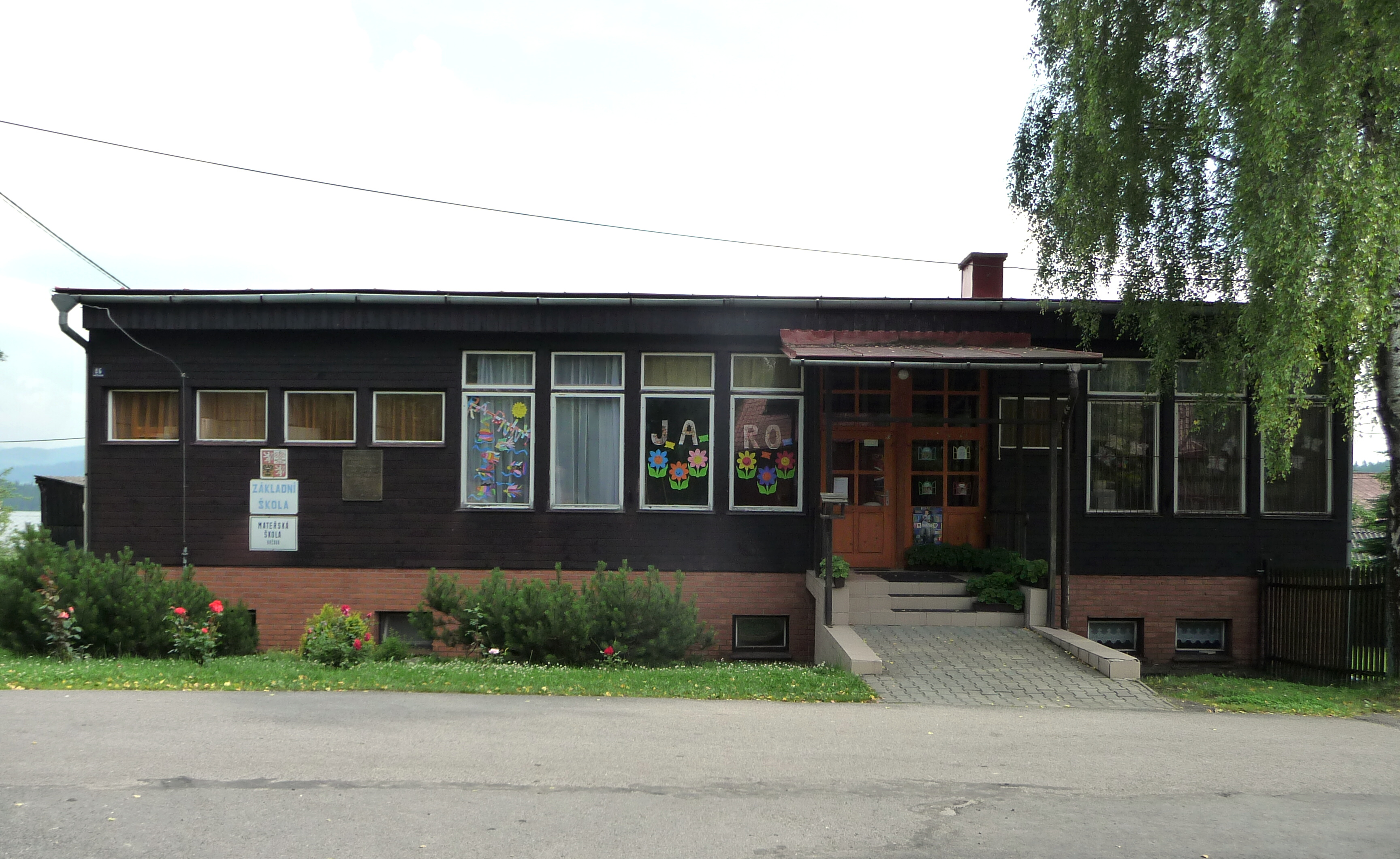
Szkoła podstawowa i przedszkole
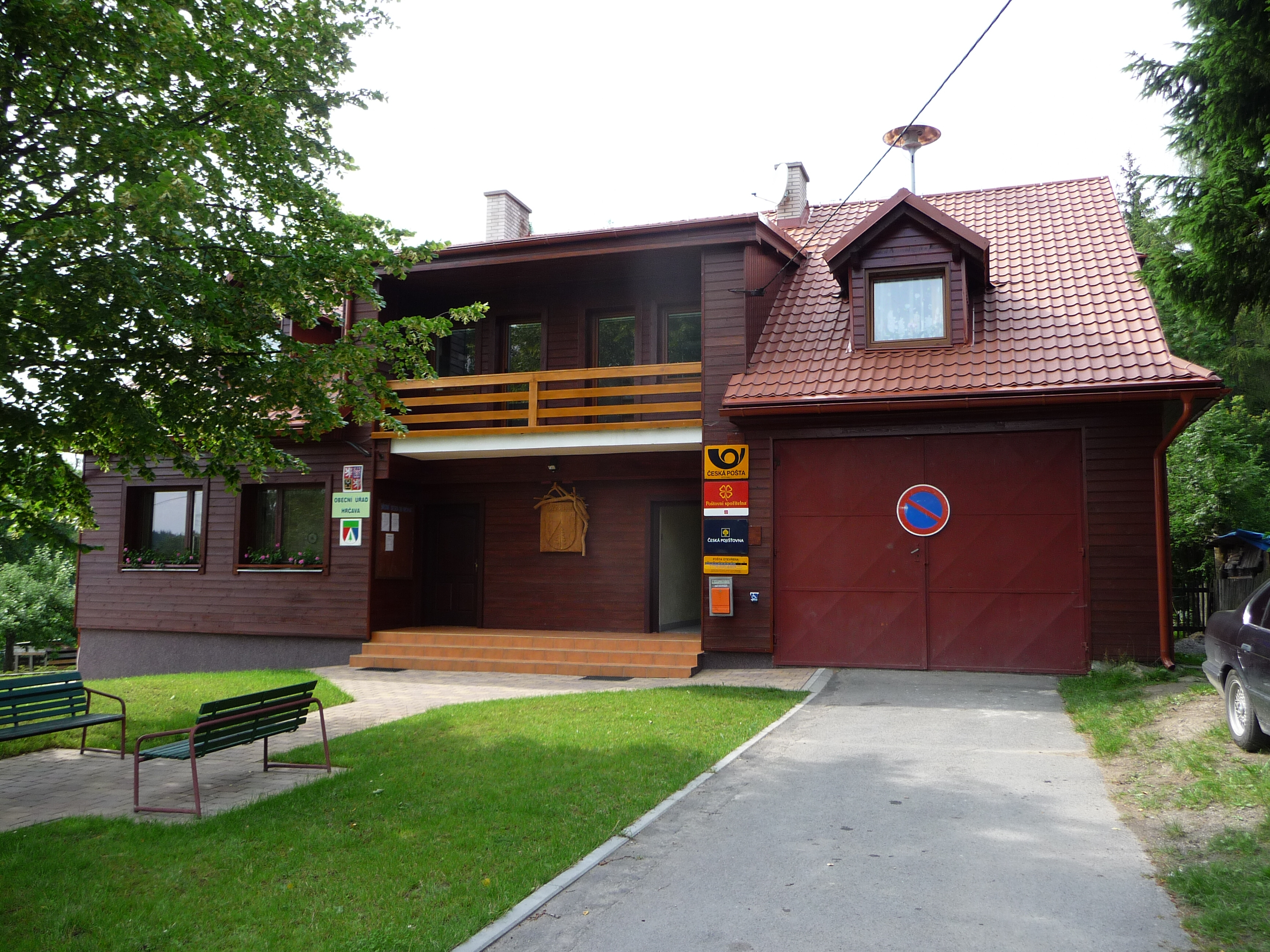
Urząd gminy
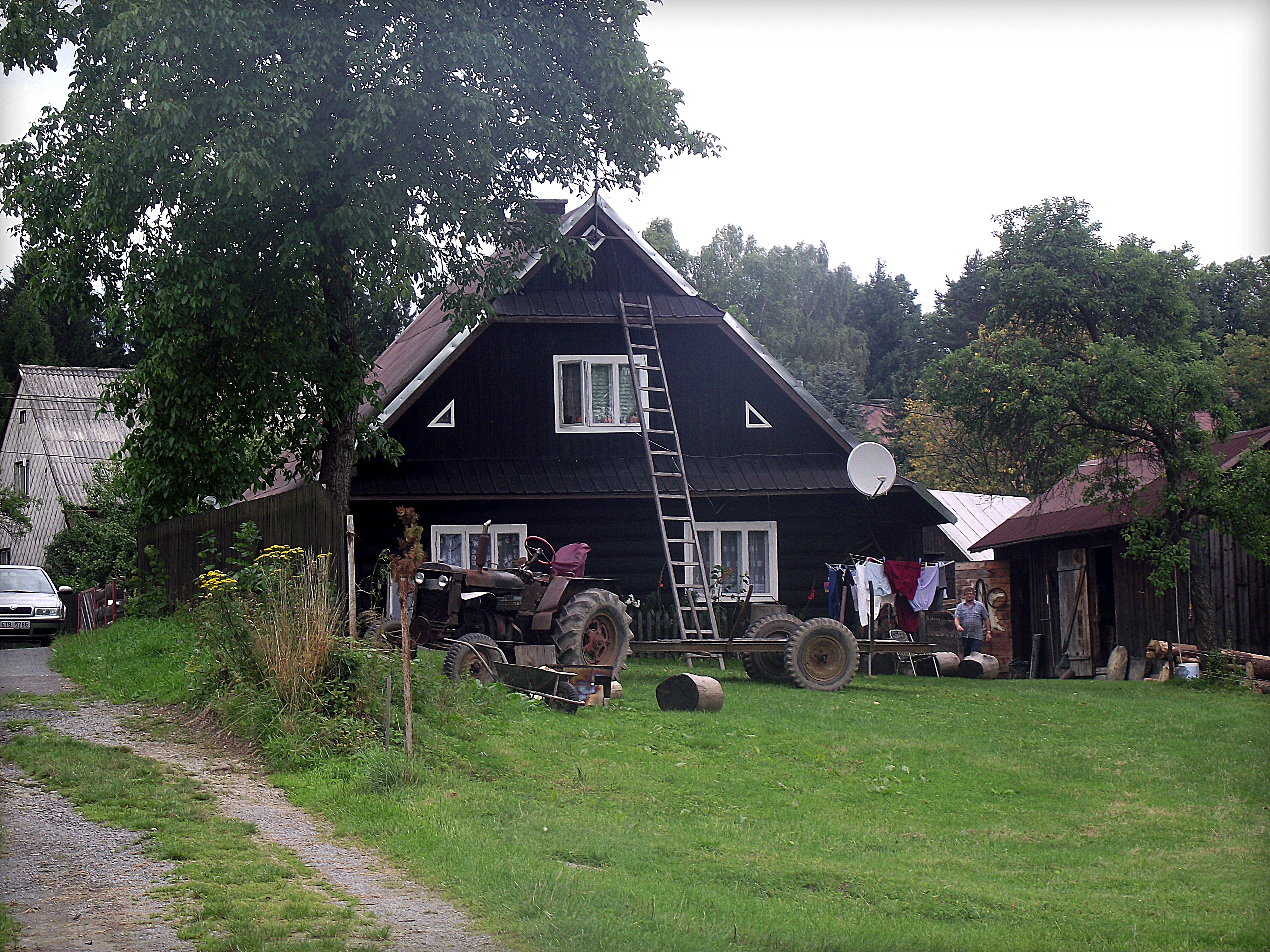
Drewniana zabudowa
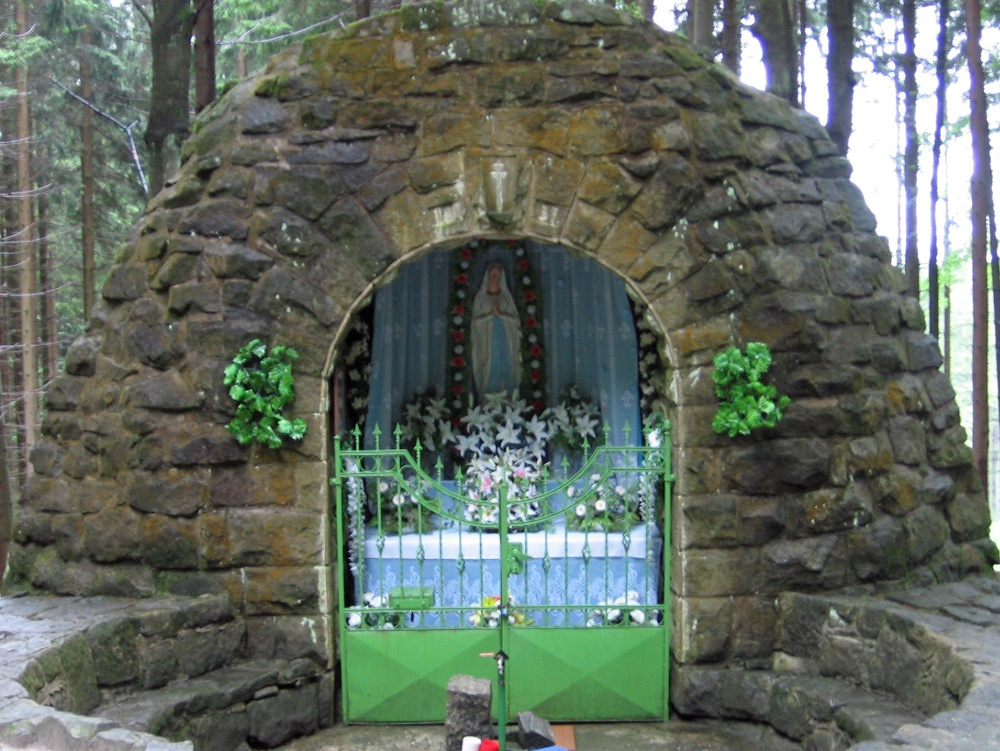
Grota NMP z Lourdes